# Plagiothecium orthocarpum
Plagiothecium orthocarpum là một loài Rêu trong họ Plagiotheciaceae. Loài này được Mitt. miêu tả khoa học đầu tiên năm 1869.